# Jiangsu Shagang
Koordinaten: 31° 59′ 10,2″ N, 120° 37′ 16,1″ O
Jiangsu Shagang Group (kurz: Shagang Group) ist gemessen an der produzierten Menge der sechstgrößte Stahlerzeuger der Welt und eines der größten in Privatbesitz befindlichen Industrieunternehmen Chinas. 2015 wurden 34,2 Millionen Tonnen Stahl hergestellt (zum Vergleich: ThyssenKrupp 17,3 Millionen Tonnen).
Das Hauptwerk liegt in Zhangjiagang direkt am Ufer des Jangtsekiang, etwa 150 km vor dessen Mündung.
2001 ließ Jiangsu Shagang die stillgelegte Hermannshütte sowie Teile der Westfalenhütte von Dortmund nach China transportieren und dort innerhalb von drei Jahren wiederaufbauen.